# Бои за Брест (1939)
Бои за Брест — сражение Второй мировой войны, эпизод вторжения немецких войск в 1939 году, включающий битву за город Брест, а также оборону войсками Польши Брестской крепости 14—17 сентября 1939 года.

## Оборона Брестской крепости в 1939 году

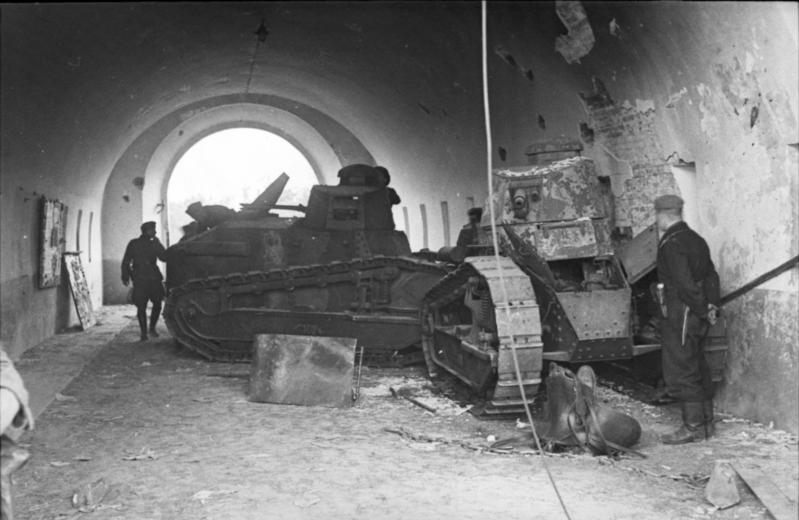
Два танка Рено FT, заблокировавшие северные ворота крепости

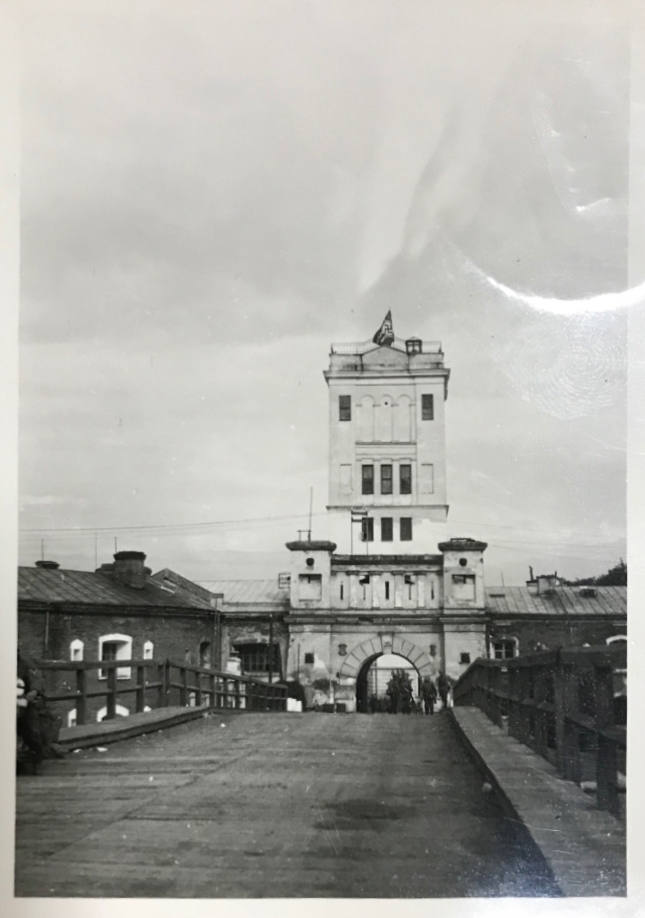
Тереспольские ворота в 1939 году

2 сентября 1939 года Брестская крепость впервые подверглась бомбардировке немцев. Германская авиация сбросила 10 бомб, повредив «Белый дворец». В казармах крепости в это время располагались маршевые батальоны 35-го и 82-го пехотных полков, а также мобилизованные резервисты, ожидавшие отправки в свои части.
Гарнизон города и крепости находился в подчинении оперативной группе «Полесье» генерала Ф. Клееберга. 11 сентября начальником гарнизона был назначен отставной бригадный генерал К. Плисовский, который сформировал из имевшихся в его распоряжении подразделений общей численностью 2—2,5 тыс. человек боеспособный отряд из 4 батальонов: трёх пехотных и инженерного. Гарнизон располагал несколькими батареями, двумя бронепоездами и танками времён Первой мировой войны «Рено FT». 
К 13 сентября из крепости были эвакуированы семьи военнослужащих. Мосты и проходы были заминированы, главные ворота заблокированы танками, а на земляных валах были обустроены окопы для пехоты.
На Брест вёл наступление 19-й моторизованный корпус генерала Г. Гудериана, который имел приказ захватить город, не допустив при этом отступления польского гарнизона на юг для соединения с основными силами польской оперативной группы «Нарев». Немецкие части имели превосходство над защитниками крепости в пехоте в 2 раза, танках — в 2 раза и артиллерии — в 6 раз.
14 сентября 77 танков 10-й танковой дивизии (подразделения разведывательного батальона и 8-го танкового полка) попытались взять город и крепость сходу, но были отбиты польской пехотой при поддержке 12 танков «Рено FT» (все польские танки при этом были подбиты). В тот же день немецкая артиллерия и авиация начали бомбардировку крепости.
15 сентября до наступления рассвета немцы возобновили штурм крепости. Танковой атакой они сходу захватили форты к северу от Буга. В то же время после уличных боёв немцы заняли брестский вокзал, железнодорожный узел и овладели большей частью города. Оборонявшиеся отступили в крепость.
Укрывшийся в цитадели польский гарнизон отказался капитулировать и немецкие части продолжили штурм. На одном из участков под прикрытием интенсивного артиллерийского огня 69-й пехотный полк немцев смог пробиться к крепостным валам, однако дальнейшая его атака захлебнулась. Высокие деревья перед стенами создавали значительное препятствие для немецкой артиллерии. Защитники крепости в свою очередь с валов довольно успешно обстреливали немецкую пехоту внизу. С деревьев работали снайперы. Чтобы устранить последних, немцы подкатили два полевых орудия, но они не дали существенного эффекта. В результате измотанная немецкая пехота отступила, оставив на месте своих убитых и раненых — лишь с наступлением темноты бойцы 69-го пехотного полка Вермахта вернулись, чтобы вытащить своих товарищей.
Утром 16 сентября немцы (10-я танковая дивизия и 20-я моторизованная дивизии) после получасовой интенсивной артподготовки из 160 орудий вновь пошли на штурм, которым руководил сам Г. Гудериан. К вечеру они овладели гребнем вала, но прорваться далее не смогли. Большой урон немецким танкам нанесли два поставленные в воротах крепости Рено FT. При штурме был смертельно ранен адъютант Гудериана.
В целом в тот день немцы, вопреки своим ожиданиям, не встретили уже столь яростного сопротивления. В плен сдались 8 польских офицеров и 1380 солдат. Некоторые из защитников крепости, переодевшись в гражданскую одежду, покинули её.
Всего с 14 сентября оборонявшиеся отбили 7 атак, потеряв при этом до 40 % личного состава; сам Плисовский также был ранен.
В ночь на 17 сентября Плисовский отдал приказ покинуть крепость и перейти через Буг на юг. По неповреждённому мосту польские войска ушли в Тереспольское укрепление и оттуда в Тересполь.
Ранним утром 17 сентября 1939 года в Брестскую крепость с запада (20-я дивизия) и с северо-востока (10-я танковая дивизия) вошли немцы.
Крепость в первые дни после её взятия использовалась как пункт сбора польских пленных. На утро 17 сентября 1939 года в крепости находилась одна тысяча пленных. 19 сентября 1939 года на окраину Бреста прибыли три поезда с вооруженными поляками, которых немцы разоружили.

## Последующие события

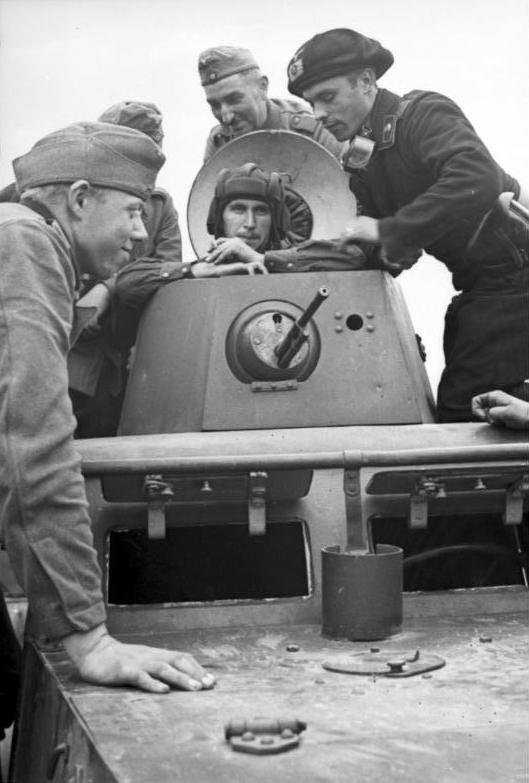
Встреча немецких и советских солдат в Бресте 20 сентября 1939 г.

22 сентября, в соответствии с разграничением сфер интересов по дополнительному секретному протоколу к Договору о ненападении между Советским Союзом и Германией, после парада вермахта перед частями РККА, Брест-над-Бугом был передан советской администрации. Немецкие подразделения покинули город и были отведены за реку Западный Буг.
В тот же день 22 сентября части 29-й танковой бригады РККА во главе с комбригом Кривошеиным по соглашению с вермахтом вступили в Брест. Местные коммунисты собрали людей и вручили хлеб-соль красноармейцам в предместье Бреста на улице Шоссейной (сейчас ул. Московская) перед Кобринским мостом под «брамой» (деревянной аркой), которую накануне воздвигли и украсили цветами, еловыми ветками и транспарантами.

## Рассказ Самосюка
В 1992 году польский исследователь Ежи Сроки опубликовал книгу, в которой привёл показания польского капрала Яна Самосюка от 5 сентября 1981 года. На основании показаний Самосюка белорусский публицист Владимир Бешанов написал о том, что ночью 17 сентября 1939 года (когда крепость была уже оставлена) поляки заняли форт Сикорского, который оборонялся затем с 20 по 26 сентября 1939 года, причём в штурме форта Сикорского вместе с немцами участвовали соединения РККА.
При публикации показаний Самосюка Ежи Срока усомнился в их достоверности, так как форт Сикорского (форт «Граф Берг») расположен к северу от крепости, откуда и наступали немцы. Поэтому поляки не могли пройти незамеченными в форт Сикорского. По этой причине Сроки заменил форт Сикорского как место боёв на Пятый форт. Историк И. Р. Петров обратил внимание, что бои за форт 19—26 сентября 1939 года не подтверждаются ни немецкими (в частности журналом боевых действий), ни советскими документами. Кроме того, показания Самосюка опровергаются свидетельством жительницы деревни Мухавец Анны Требик (опубликованным Ежи Срокой). Требик показала, что 18 сентября 1939 года в кустах у берега Буга встретила капитана Радзишевского с несколькими солдатами и офицерами. Они оставили у неё свои документы, переоделись в гражданскую одежду и, когда стемнело, ушли. Самосюк же показывал, что Радзишевский и его группа покинули форт Сикорского после боёв 26 сентября 1939 года, дошли до деревни Мухавец, где у местной жительницы оставили документы, переоделись в гражданскую одежду и разошлись в разные стороны.